# تانیا ونتسل
تانیا ونتسل (آلمانی: Tanja Wenzel؛ زادهٔ ۲۷ ژوئیهٔ ۱۹۷۸) بازیگر اهل آلمان است.
از فیلم‌ها یا برنامه‌های تلویزیونی که وی در آن نقش داشته‌است، می‌توان به هشدار برای کبرا ۱۱ و عشق ممنوعه اشاره کرد.